# Будинарци
Будинарци (мкд. Будинарци) су насеље у Северној Македонији, у источном делу државе. Будинарци су у саставу општине Берово.

## Географија
Будинарци су смештени у источном делу Северне Македоније. Од најближег града, Берова, насеље је удаљено 12 km северозападно.
Насеље Будинарци се налази у историјској области Малешево. У области Малешевских планина, на северозападном ободу од Беровског поља. Кроз насеље тече река Брегалница горњим делом свог тока. Надморска висина насеља је приближно 790 метара.
Месна клима је планинска због знатне надморске висине.

## Становништво
Будинарци су према последњем попису из 2021. године имали 469 становника.
| Национални састав према попису из 2021.‍ | Национални састав према попису из 2021.‍ | Национални састав према попису из 2021.‍ | Национални састав према попису из 2021.‍ | Национални састав према попису из 2021.‍ |
| --------------------------------------- | --------------------------------------- | --------------------------------------- | --------------------------------------- | --------------------------------------- |
|                                         |                                         |                                         |                                         |                                         |
| Македонци                               | Македонци                               |                                         | 462                                     | 98,5%                                   |

Већинска вероисповест месног становништва је православље.